# Love You Like a Love Song
«Love You Like a Love Song» (Люблю тебе, як пісню про кохання) — другий сингл американської поп-групи Selena Gomez & the Scene з третього студійного альбому When the Sun Goes Down. Сингл вийшов 17 червня 2011 року. Пісня очолила список найкращих пісень року.

## Інформація про пісню
Авторами пісні є Антоніна Армато і Тім Джеймс. «Love You Like a Love Song» — композиція в помірному темпі, жанру електропоп і данс-поп з елементами євродиско. У рецензії About.com пісня охарактеризована як «ультразапам'ятовуюча», «гіпнотична» і «помірно сексуальна». «Love You Like a Love Song» отримала статус Платинового синглу в США.

## Відеокліп
Режисерами відео стали Джеремі Джаспер і Джорджі Гревіль, які раніше працювали з Goldfrapp і Florence and the Machine. Селена Гомес зазначила, що це «самий божевільний відеокліп» з усіх, що у неї є. Прем'єра кліпу відбулася 23 червня 2011 на Vevo. Сюжет відео починається зі сцени в футуристичному караоке-барі, де людина співає пісню Гомес «Naturally». Після нього на сцену виходить сама Селена в наряді, створеному з образів фільму «Амадей». Під час виконання пісні дія переноситься в різні місця, проектоване на екрани караоке-машиною.
Ще до виходу відеокліп спровокував скандал і негативну реакцію організації PETA, оскільки на що з'явилися в інтернеті фотографій зі зйомок з'являються розфарбовані коні. Незважаючи на те, що в процесі була використана токсична фарба з органічних матеріалів і підтвердження від Humane society про те, що жодна тварина під час кліпу не постраждала, PETA і її активний прихильник — співачка Пінк — висловили своє негативне ставлення до появи пофарбованих тварин. Пінк охарактеризувала цю дію «дурностями». Селена Гомес заявила, що не знала про фарбування тварин і вважала, що колір був доданий за допомогою комп'ютерної графіки. У підсумку було прийнято рішення не включати цю сцену в кліп.

## Список композицій
Digital download
CD single European
Digital EP

## Хронологія релізу
| Країна         | Дата                   | Формат               | Лейбл             |
| -------------- | ---------------------- | -------------------- | ----------------- |
| США            | 17 червня 2011         | цифрова дистрибуція  | Hollywood Records |
| Австралія      | 17 червня 2011         | цифрова дистрибуція  | Hollywood Records |
| 20 червня 2011 | Contemporary hit radio |                      | Hollywood Records |
| США            | Contemporary hit radio | 16 серпня 2011       | Hollywood Records |
| Австралія      | 19 серпня 2011         | Digital EP — Remixes | Hollywood Records |